# Station Gomunice
Station Gomunice is een spoorwegstation in de Poolse plaats Gomunice.